# Heligmonevra impiger
Heligmonevra impiger är en tvåvingeart som först beskrevs av Wulp 1872.  Heligmonevra impiger ingår i släktet Heligmonevra och familjen rovflugor. Inga underarter finns listade i Catalogue of Life.